# Авром Суцкевер

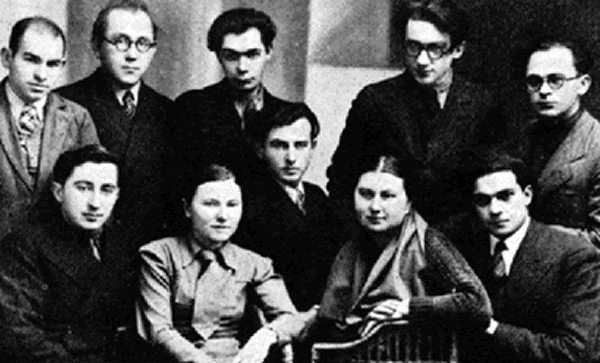
Авром Суцкевер у групі Yung Vilne (стоїть 2-й справа, близько 1929 р.)

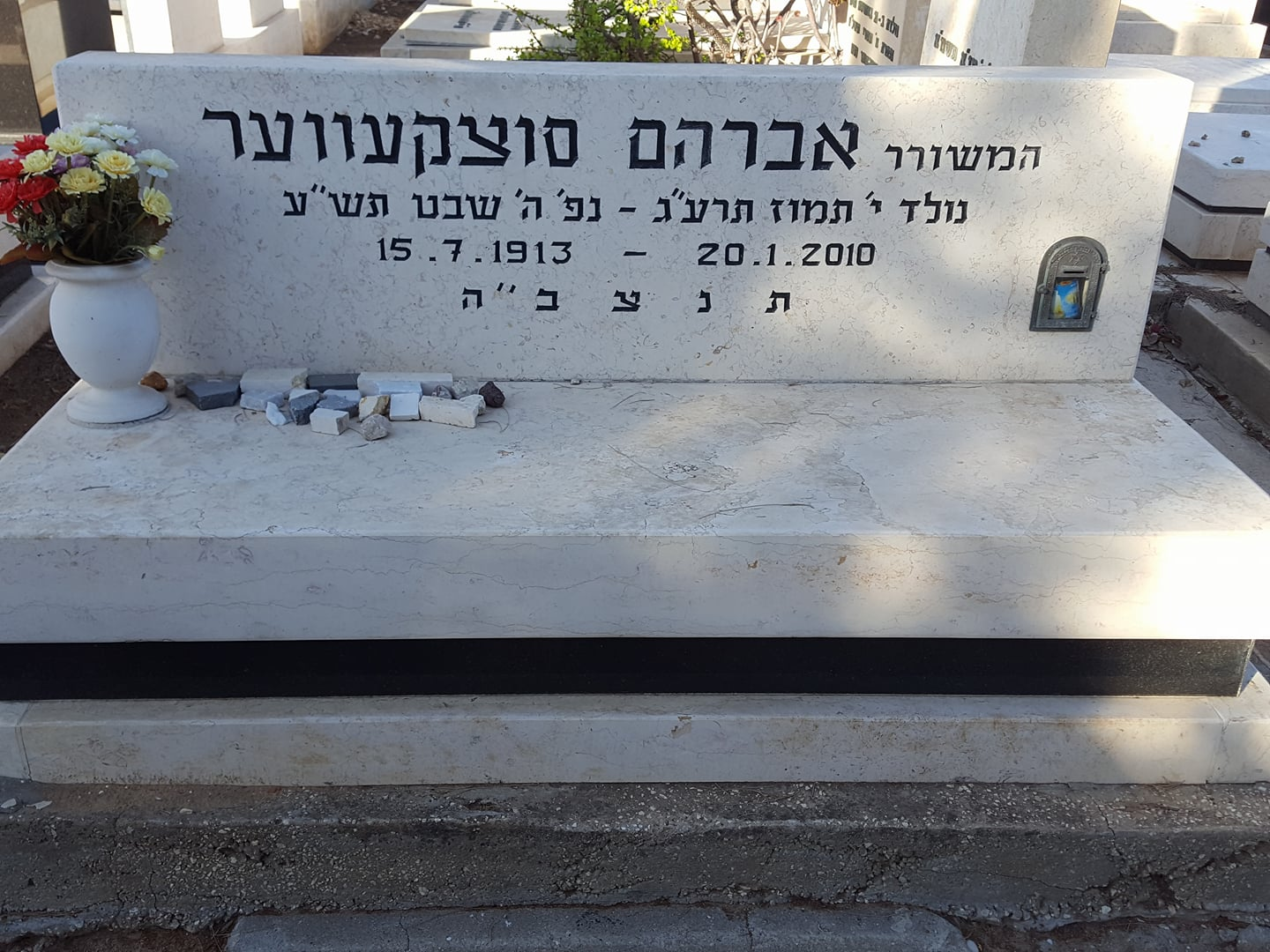
Могила Аврома Суцкевера на кладовищі Кір'ят Шауль, Тель-Авів

Абрахам (Авром) Суцкевер (івр. אברהם סוצקבר‎; також Аврохом Суцкевер; нар. 15 липня 1913 року в Сморгоні, Російська імперія (нині Білорусь) — пом. 20 січня 2010 року в Тель-Авіві) — єврейський поет.
Пережив Віленське гетто, був одним з найважливіших сучасних поетів на їдиші. У своїх ранніх творах він переважно зосереджувався на стражданнях євреїв під час нацистської епохи, пізніше звернувся до різних ізраїльських тем. Його твори перекладені понад 30 мовами світу.

## Біографія
Авром Суцкевер народився в 1913 році в містечку Сморгонь Віленської губернії (нині Сморгонь, Білорусь). Євреї, які там жили, були депортовані росіянами під час Першої світової війни в 1915 році, оскільки їх колективно підозрювали у співпраці з німецькими військами. Сім'я Суцкеверів оселилася в Омську. Сибірський пейзаж справив глибоке враження на хлопчика. Після смерті батька в 1920 році мати з дітьми переїхала до Вільна. Авраам Суцкевер навчався там у польсько-єврейській середній школі і був (з 1930 року) членом єврейської скаутської групи Бін («Бджола»). Через його директора Макса Вайнрайха він зв'язався з Інститутом YIVO, де слухав курси з єврейської літератури на додаток до заходів у Віленському університеті. З початку 1930-х років входив до авангардного гуртка єврейських письменників і художників Yung Vilne , до якого належав і Хаїм Граде. Проте Суцкевер залишився там аутсайдером через свій естетизм.
Його перший вірш з'явився в журналі бойскаутської групи в 1932 році. З 1934 р. регулярно друкувався у варшавських і віленських журналах. У 1937 році вийшов перший том його поезії «Lider» («Пісні»).
Віленське гетто, з якого вціліли лише окремі особи з 80 000, які там перебували, було створено в 1941 році. Там були вбиті новонароджений син Аврома Суцкевера та його мати. Сам він брав участь у партизанській організації Fareinikte, заснованій у 1942 році. Разом із бригадою гетто йому вдалося врятувати від щнизення німцями багато рідкісних рукописів і книг. Ці документи були привезені до Нью-Йорка після війни і зараз складають «Колекцію Суцкевера-Качергінського» в Інституті YIVO в Нью-Йорку. Сам Авром занотовував те, що відбувалося навколо, у високопоетичних віршах і короткій прозі.
У 1943 році Аврааму Суцкеверу та його дружині вдалося втекти з гетто в Нароцерські ліси. У 1944 році він повідомляв з Москви про систематичне знищення литовських і польських євреїв; він також брав участь у «чорній книзі» про геноцид радянських євреїв, опублікованій Іллею Еренбургом і Василем Гроссманом. 27 лютого 1946 року виступив свідком на Нюрнберзькому процесі. Одним із злочинців, яких він там звинуватив, був Франц Мурер, якого виправдали в Австрії в 1963 році.
У 1947 році Суцкевер емігрував із дружиною через Польщу до Ерец-Ісраель, й відтоді жив у Тель-Авіві, в останні роки у кімнаті на трьох осіб скромного будинку для літніх людей. З 1947 року також був членом ПЕН-клубу та доповідачем літератури на ідиш. У 1948 році він заснував журнал Di goldene kejt («Золотий ланцюг»: символ виживання єврейського народу) для літератури та есе на ідиш, редактором якого він залишався до 1995 року.
Після довгих страждань - u. a. він страждав від болісного раку шкіри – Авраам Суцкевер помер 20 січня 2010 року в Тель-Авіві у свій 97-й день народження.
Авром Суцкевер — лауреат премії Ізраїлю (1985) і почесний громадянин Тель-Авіва. Його матеріали, зокрема про Віленське гетто, зберігаються в колекції Суцкевера-Качергінського в YIVO, Нью-Йорк.

## Вибрані твори
- A Masknbal.. 1933 («Бал-маскарад»).
- Lider. 1937 («Пісні», перший збірник поезій).
- Waldiks. 1940 («Ліси»).
- Kol Nidre.1943 («Кол Нідре», поетичний монолог на тему молитви на день Покути).
- Di festung. 1945 («Фортеця», пам'яті Віленського гетто).
- Wilner geto 1941—1944. 1946 р. («Віленське гетто 1941—1944», щоденник/репортаж, виданий у Москві та Парижі).
- Lider fun geto. 1946 («Пісні з гетто»).
- Jidische Gas.1948 («Єврейська вулиця»).
- Gehejmschtot. 1948 («Приховане місто»).[8]
- In fajer-wogn. 1952 («У вогняній колісниці»).
- In midber Sinai. 1957 («У Синайській пустелі»).
- Oasis. 1960 («Оазис»).
- Gajstike erd. 1961 («Земля духовна»).
- Firkantike ojsjes un mojfsim. 1968 («Квадратні знаки і чудеса»).
- Tsajtike penemer. 1970 («Сучасні обличчя»).
- Griner akwarium.. 1975 («Зелений акваріум» — оповідання).
- Lider fun tog book. 1977 («Пісні з щоденника»).
- Dortn wu es nechtikn di schtern. 1979 («Де зупиняються зорі» — оповідання).
- Di erschte nacht in geto. 1979 («Перша ніч у гетто»).

### Твори в українському перекладі
- Суцкевер Авром. Із Віленського гетто. Зелений акваріум. Оповідання. з їдишу Олександри Уралової. — Київ: Дух і Літера, 2020.